# Il malato immaginario (film)
Il malato immaginario è un film del 1979, diretto da Tonino Cervi, che vede come protagonisti Alberto Sordi e Laura Antonelli. Si tratta di un adattamento dell'opera originaria di Molière, commedia in tre atti scritta nel 1673.
Il film non è però ambientato a Parigi bensì a Roma; i personaggi sono gli stessi, ma i loro nomi sono stati quasi tutti cambiati. Viene mantenuta l'epoca storica, ossia la seconda metà del Seicento.

## Trama
Nell'anno 1673, Roma è una città devastata dalla povertà e dalla violenza. Argante è un ricco proprietario terriero, con la convinzione di essere malato. In realtà la sua malattia è il mero frutto dell’ipocondria e dell’immaginazione: l'uomo si è barricato in casa, per paura di tutto ciò che avviene fuori. Argante è circondato da gente falsa, che trama alle sue spalle: l’amministratore che non rispetta le sue decisioni, i medici che speculano sulla sua malattia immaginaria, la sua seconda moglie Lucrezia che spera di rimanere vedova per poter intascare l’eredità. Le uniche persone che lo amano veramente sono Angelica, la figlia di primo letto, e la serva Tonina. In preda all’ira e alla fame, i contadini invadono la casa di Argante, che non può far altro che promettere giustizia. Del vero amore della figlia Argante non se ne accorgerà che nell’epilogo, quando inscena la propria morte per scoprire tutta la verità.

## Distribuzione
Resta uno dei pochissimi film di Alberto Sordi che ancora non è stato realizzato in DVD: venne, infatti, esclusivamente distribuito in Super8 e con pochissimi passaggi televisivi.

## Accoglienza

### Incassi
Il film è stato il quarto maggiore incasso nella stagione cinematografica italiana 1979-80 con oltre 8 miliardi di lire.